# الصوت الحاسم
الصوت الحاسم (بالإنجليزية: Swing Vote)‏ هو فيلم دراما كوميدي أمريكي من إخراج جوشوا ميخائيل ستيرن وبطولة كيفين كوستنر، باولا باتون، كيلسي جرامر، دينيس هوبر، ناثان لين، ستانلي توتشي، جورج لوبيز ومادلين كارول، صدر الفيلم في 1 أغسطس 2008.

## روابط خارجية
الصوت الحاسم على موقع IMDb (الإنجليزية)
- الصوت الحاسم على موقع ميتاكريتيك (الإنجليزية)
- الصوت الحاسم على موقع روتن توميتوز (الإنجليزية)
- الصوت الحاسم على موقع نتفليكس (الإنجليزية)
- الصوت الحاسم على موقع قاعدة بيانات الأفلام العربية
- الصوت الحاسم على موقع ألو سيني (الفرنسية)
- الصوت الحاسم على موقع Turner Classic Movies (الإنجليزية)
- الصوت الحاسم على موقع أول موفي (الإنجليزية)
- الصوت الحاسم على موقع بوكس أوفيس موجو (الإنجليزية)
- الصوت الحاسم على موقع فيلمافينيتي (الإسبانية)